# Masacre de Be'eri
La masacre de Be'eri tuvo lugar en la localidad homónima, un kibutz israelí cerca de la Franja de Gaza, en los ataques del 7 de octubre de 2023. En los asaltos iniciales, alrededor de 70 militantes de Hamás    atacaron esta localidad israelí. Al menos 130 personas murieron en el ataque,  incluidas mujeres (como la activista por la paz Vivian Silver),  niños y una bebé de 10 meses, cobrándose la vida del 10% de los residentes de esta comunidad agrícola. También fueron incendiadas decenas de viviendas.  Este incidente ocurrió simultáneamente con otras masacres y enfrentamientos militares en múltiples comunidades israelíes fronterizas, como Netiv Haasara y Kfar Aza, así como en un festival de música cercano a Reim.  Varios periódicos describieron la masacre como un acto de terrorismo y otros compararon la brutalidad de las atrocidades cometidas con las del ISIS.      El ataque y la toma de rehenes provocaron un enfrentamiento con las Fuerzas de Defensa de Israel.   

## Antecedentes
El kibutz Be'eri fue establecido por veteranos en la periferia de Gaza en 1946. Sus miembros pertenecen generalmente a la izquierda secular e incluyen a muchos activistas por la paz. 
El kibutz tenía alrededor de 1.200 residentes antes del ataque y era el pueblo más grande del Consejo Regional Eshkol.  

## Ataque

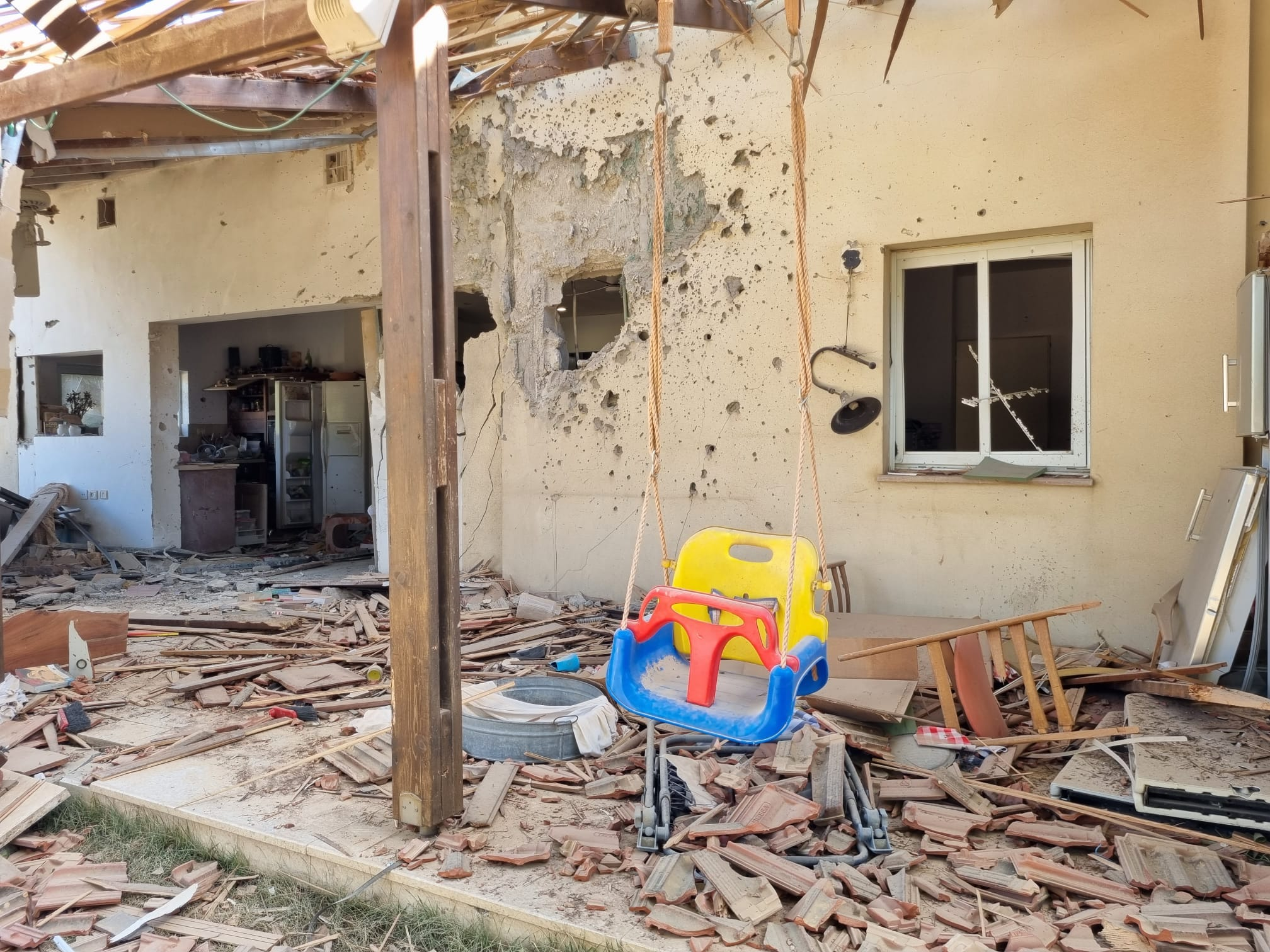
Una de las casas que fueron destruidas (16 de octubre de 2023)

La fuerza de Hamás que tenía como objetivo Be'eri estaba formada por militantes pertenecientes al batallón Nuseirat de las Brigadas Izz ad-Din al-Qassam dirigido por Abed al Rahman.  En la mañana del 7 de octubre de 2023, a las 6:30 a. m., militantes de Hamás comenzaron a disparar cohetes contra el kibutz. Otro grupo militante palestino, el maoísta FDLP, declaró más tarde que sus tropas (organizadas como Brigadas de la Resistencia Nacional ) también estaban luchando contra las FDI en Be'eri. Alrededor de 70 militantes  entraron al kibutz en motocicletas y otros vehículos. El equipo de seguridad de 10 miembros del kibutz luchó contra los atacantes pero fue abrumado y al menos cinco murieron.  Después de capturar el pueblo, comenzaron a ir de casa en casa, disparando o capturando a los residentes.  También dispararon contra edificios y prendieron fuego a algunos. Los militantes estuvieron acompañados por un equipo de cámara y un periodista que documentaron el ataque y lo ensalzaron como una victoria palestina.  Muchos residentes intentaron esconderse en habitaciones seguras, pero los militantes volaron las puertas de las habitaciones y mataron a los que estaban dentro. 
Los militantes tomaron como rehenes a unas 50 personas en un comedor en Be'eri,  y secuestraron a otras, llevándolas a la Franja de Gaza.  Surgieron videos que mostraban a los rehenes siendo conducidos descalzos por una calle de la ciudad.  Los rehenes en el comedor fueron liberados cuando las fuerzas de seguridad irrumpieron en el comedor y mataron a los militantes que se encontraban allí. 

### Transcurso

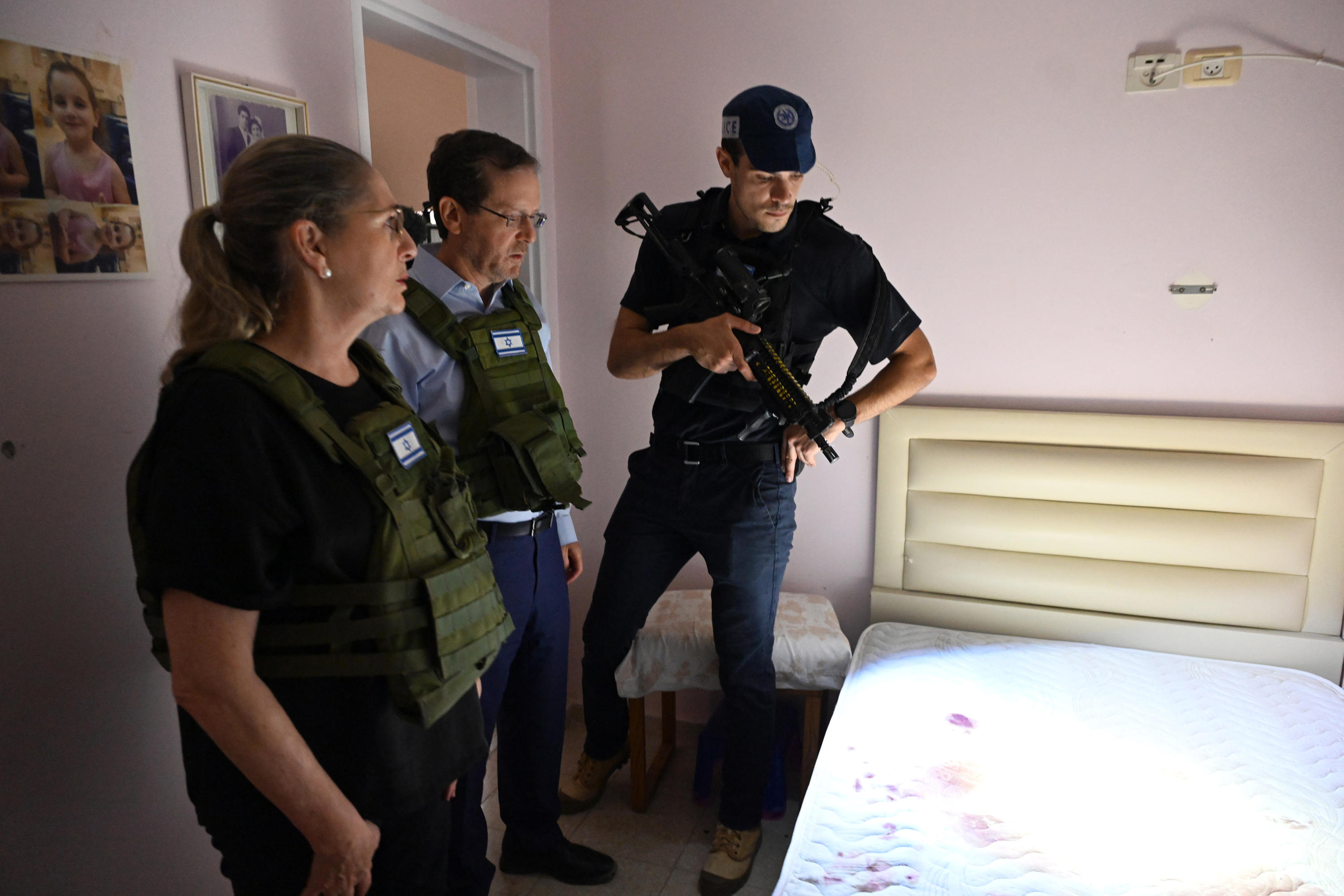
El presidente israelí Isaac Herzog en Be'eri, el 15 de octubre de 2023.

Utilizando mensajes de WhatsApp recopilados del grupo de madres en el kibutz y imágenes de CCTV, se estableció una línea de tiempo aproximada. Hamás llegó a la puerta del kibutz antes de las 6:00 a. m., y los militantes primero ejecutaron a los civiles en un vehículo.  A las 7:10 a. m., los primeros mensajes en el grupo de WhatsApp contenían imágenes de tres motocicletas, cada una con dos militantes de Hamás fuertemente armados saliendo por la puerta principal. A las 9:05 a. m., se vio a Hamás arrastrando un cadáver desde el automóvil que fue destruido en la puerta del kibutz.
En el grupo de WhatsApp se compartieron tutoriales sobre cómo cerrar puertas, pero se expresaron preocupaciones sobre la incapacidad de los refugios para detener a los atacantes.  Los atacantes de Hamás recorrieron los barrios disparando y lanzando granadas, masacrando a los ocupantes de cada casa y prendiendo fuego a algunos con cócteles molotov. WhatsApp se utilizó para asesorar a los ocupantes y compartir casas seguras, pero también se volvió cada vez más desesperado a medida que surgieron menciones de muertes de bebés y familiares. 
Dos horas después de que comenzara la masacre, 20 soldados de la unidad de fuerzas especiales Shaldag, de la Fuerza Aérea Israelí, llegaron en helicóptero al Kibutz Be'eri. Cinco de ellos murieron y uno resultó herido por los disparos de los militantes, muchos de ellos se encontraban cerca de la puerta de entrada del kibutz. Los comandos supervivientes, se vieron obligados a retirarse y a buscar otras zonas civiles con una menor resistencia, debido a que su grupo era una unidad de un tamaño muy reducido. Un helicóptero israelí CH-53D fue destruido en tierra por militantes de Hamás, horas después del ataque al kibutz Be'eri. 

Después de unas 12 horas, llegaron más fuerzas de las FDI y mataron a la mayoría de los militantes. Un tanque israelí disparó contra una casa en la que un grupo de milicianos de Hamás mantenía secuestrados a catorce rehenes, de los que solo dos salieron vivos. Unas 18 horas después de que comenzara el enfrentamiento, las FDI informaron que los rehenes habían sido liberados.  Sin embargo, las fuerzas de seguridad continuaron barriendo la aldea en busca de militantes de Hamás.    Cuatro civiles murieron cerca de la frontera con Gaza mientras estaban bajo custodia de militantes de Hamás. 

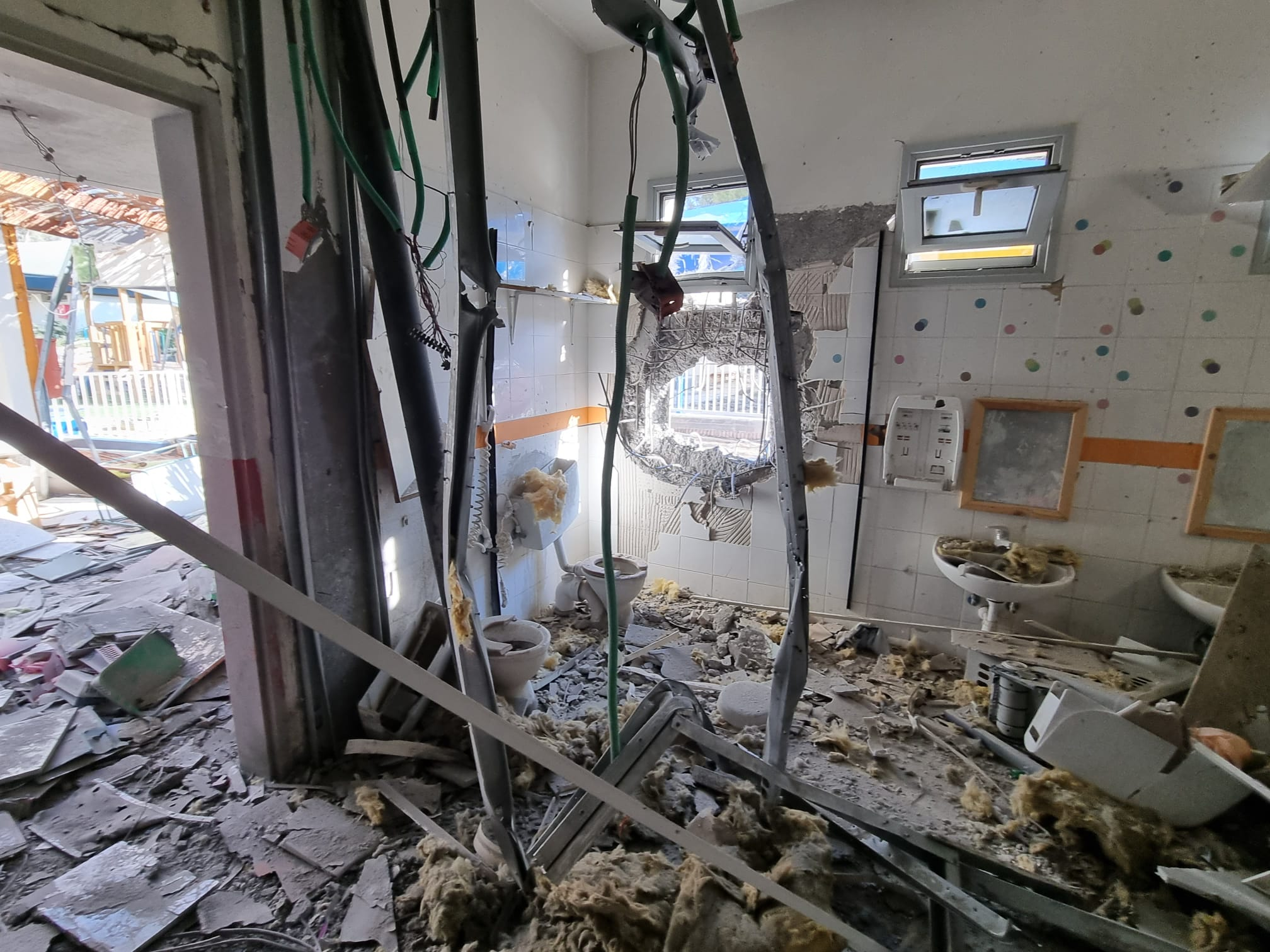
Una guardería destruida en el Kibutz

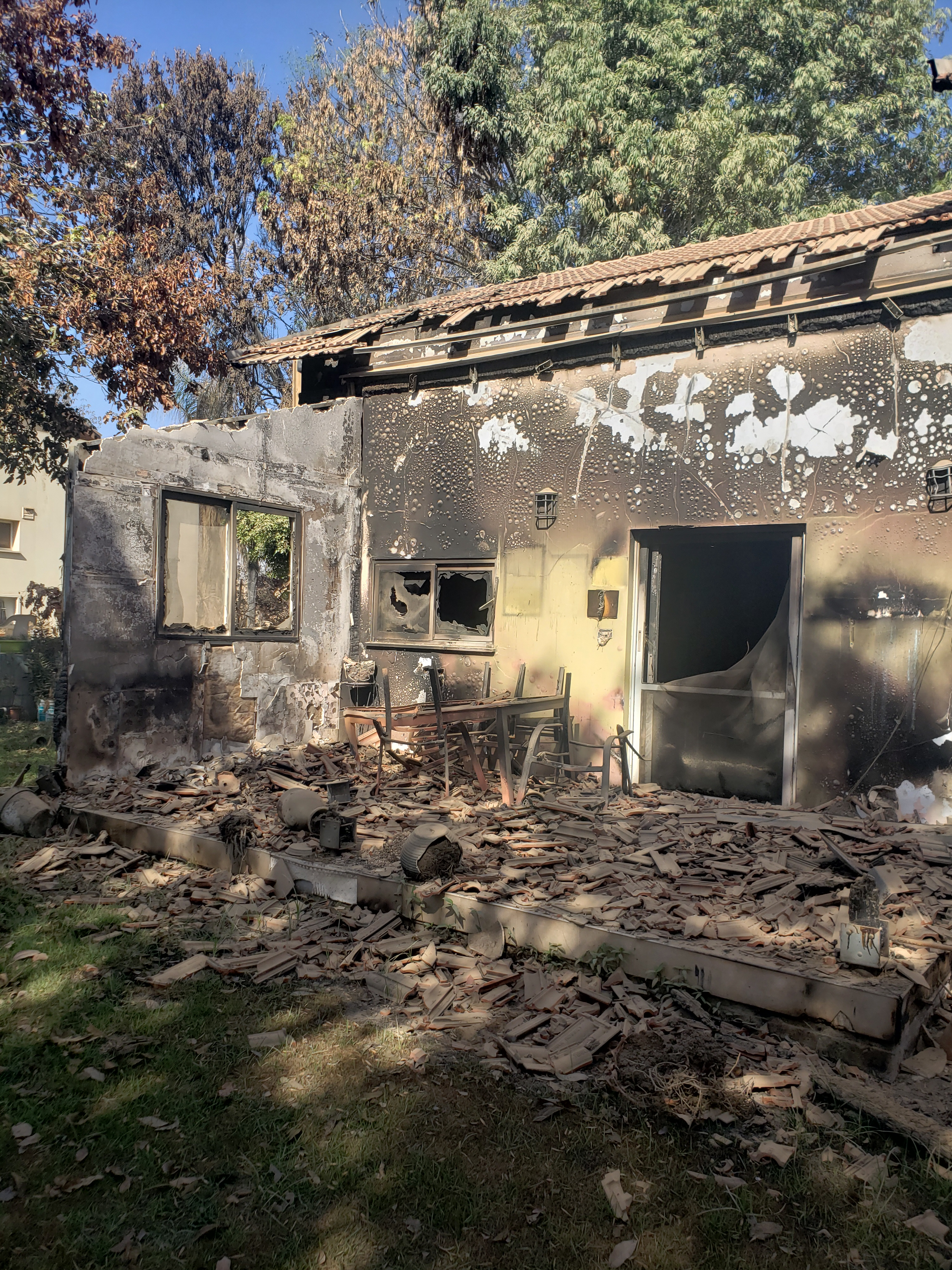
Una de las muchas casas que fueron quemadas y destruidas durante el ataque.

El kibutz sufrió grandes pérdidas de vidas y propiedades, dejándolo devastado y destrozado. 
Yossi Landau, jefe regional de la organización de socorro ZAKA, declaró a Sky News que alrededor del 80% de los cuerpos en Be'eri y Kfar Aza mostraban signos de tortura y que encontró «dos montones de diez niños cada uno atado a la espalda, quemados vivos» en Be'eri.  Posteriormente, se confirmó que esta afirmación era falsa, pues la cifra total de menores muertos en el ataque fue de nueve, la mayoría de los cuales murieron junto con sus familias en sus propias casas.

### Sobrevivientes
Un residente dijo más tarde a The Times of Israel que el kibutz quedó «completamente destruido».  Yasmin Porat, una rehén israelí en Be'eri, dijo en una entrevista que Hamás la mantuvo cautiva a ella y a otros durante dos días, hasta que las Fuerzas de Defensa de Israel entraron el 9 de octubre. Porat dijo que los soldados israelíes mataron tanto a secuestradores como a rehenes, y que un tanque israelí detonó edificios en los que se encontraban rehenes.  Otro residente que estaba ausente en el momento del ataque dijo que las fuerzas israelíes recién obtuvieron el control el lunes por la noche, después de que los comandantes en el campo tomaran decisiones difíciles, incluido bombardear casas con sus ocupantes adentro, sin saber si los rehenes dentro de ellas estaban vivos o muertos. 

## Secuelas
El 24 de octubre de 2023, las FDI supuestamente mataron a Abed al Rahman, subcomandante del batallón Nuseirat, que había liderado la masacre de Be'eri. 